# Vor Frelsers Sogn (København)
 For alternative betydninger, se Vor Frelsers Sogn. (Se også artikler, som begynder med Vor Frelsers Sogn)
Vor Frelsers Sogn er et sogn i Amagerbro Provsti (Københavns Stift). Sognet ligger i Københavns Kommune; indtil Kommunalreformen i 1970 lå det i Sokkelund Herred (Københavns Amt). I Vor Frelsers Sogn ligger Vor Frelsers Kirke.
Sognet oprettedes i 1640.
I Vor Frelsers Sogn findes flg. autoriserede stednavne:
- Christianshavn (bebyggelse)
- Lynetten (areal)
- Prøvesten (areal)
- Refshaleøen (areal)
- Trekroner (areal)